# 관악구
관악구(冠岳區)는 대한민국 서울특별시의 남부에 있는 구이다. 1973년 영등포구에서 분리되었다. 북쪽으로는 동작구, 동쪽으로는 서초구, 남쪽으로는 관악산을 경계로 경기도 안양시와 과천시, 서쪽으로는 금천구, 구로구와 접한다. 구명은 분구될 때, 이 지역의 명산인 관악산(冠岳山)에서 따왔다.

## 역사
- 1973년 7월 1일 영등포구에서 노량진동·상도동·상도1동·봉천동·본동·흑석동·동작동·사당동·대방동·신대방동·방배동·신림동이 관악구로 분리되어 나옴.[4]
- 1975년 영등포구와 구역 조정
- 1980년 4월 1일 노량진동, 상도제1동, 상도동, 본동, 흑석동, 대방동, 신대방동 일원과 동작동 및 사당동 중 일부[5]를 분리하여 동작구가 신설되었고, 방배동은 강남구로 편입되었다.[6]
- 1988년 구로구의 일부를 관악구 신림11동으로 편입
- 2008년 9월 1일 행정동을 27개에서 21개로 통폐합하고 행정동 명칭을 변경하였다.

## 행정 구역
관악구의 행정 구역은 봉천동, 신림동, 남현동 3개의 법정동을 21개의 행정동으로 관리를 하고 있다. 관악구의 면적은 29.57km2이며, 인구는 2012년 12월 31일을 기준으로 247,598세대, 540,520명이다.
| 행정동   | 한자     | 면적 (km2) | 세대    | 인구 (명) |
| -------- | -------- | ---------- | ------- | --------- |
| 보라매동 | 보라매洞 | 0.76       | 11,605  | 28,345    |
| 청림동   | 靑林洞   | 0.30       | 6,626   | 17,288    |
| 행운동   | 幸運洞   | 0.72       | 15,462  | 30,334    |
| 낙성대동 | 落星垈洞 | 2.27       | 9,974   | 18,327    |
| 중앙동   | 中央洞   | 0.39       | 7,458   | 15,279    |
| 인헌동   | 仁憲洞   | 1.08       | 13,150  | 28,769    |
| 남현동   | 南峴洞   | 3.27       | 8,188   | 18,368    |
| 서원동   | 書院洞   | 0.65       | 12,291  | 24,274    |
| 신원동   | 新源洞   | 0.55       | 9,362   | 20,484    |
| 서림동   | 西林洞   | 0.99       | 13,301  | 24,916    |
| 신사동   | 新士洞   | 0.64       | 12,383  | 26,716    |
| 신림동   | 新林洞   | 0.54       | 13,124  | 23,553    |
| 난향동   | 蘭香洞   | 0.80       | 6,694   | 17,899    |
| 조원동   | 棗園洞   | 0.67       | 9,229   | 19,744    |
| 대학동   | 大學洞   | 8.30       | 14,160  | 24,078    |
| 은천동   | 殷川洞   | 0.78       | 14,967  | 37,105    |
| 성현동   | 成賢洞   | 0.68       | 12,858  | 35,003    |
| 청룡동   | 靑龍洞   | 1.18       | 17,814  | 34,411    |
| 난곡동   | 蘭谷洞   | 0.96       | 12,854  | 31,240    |
| 삼성동   | 三聖洞   | 2.66       | 12,194  | 29,711    |
| 미성동   | 美星洞   | 1.38       | 13,904  | 34,676    |
| 관악구   | 冠岳區   | 29.57      | 247,598 | 540,520   |

## 인구
서울특별시 관악구의 연도별 인구(내국인) 추이
| 연도   | 총인구    |  |
| ------ | --------- |  |
| 1975년 | 734,022명 |  |
| 1980년 | 501,474명 |  |
| 1985년 | 556,084명 |  |
| 1990년 | 574,240명 |  |
| 1995년 | 548,156명 |  |
| 2000년 | 503,957명 |  |
| 2005년 | 527,690명 |  |
| 2010년 | 511,185명 |  |
| 2015년 | 519,622명 |  |

## 교육 기관

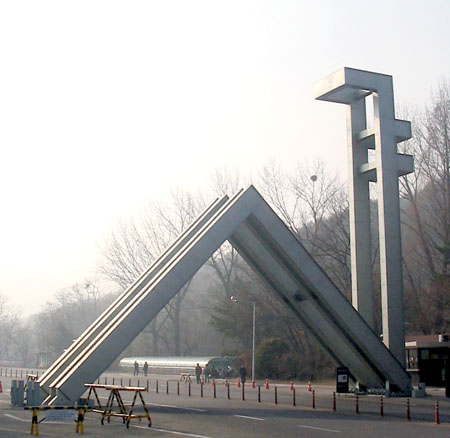
서울대학교 정문

### 국공립대학교
| - 서울대학교 |

### 대학원대학교
| - 국제신학대학원대학교 - 순복음대학원대학교 - 웨스트민스터신학대학원대학교 |

### 고등학교
| - 광신고등학교 - 광신정보산업고등학교 - 구암고등학교 - 남강고등학교 - 당곡고등학교 | - 미림여자고등학교 - 미림여자정보과학고등학교 - 삼성고등학교 - 서울관광고등학교 - 서울문영여자고등학교 | - 서울미술고등학교 - 서울산업정보학교 - 서울여자상업고등학교 - 성보고등학교 | - 신림고등학교 - 영락고등학교 - 영락의료과학고등학교 - 인헌고등학교 |

### 중학교
| - 관악중학교 - 광신중학교 - 구암중학교 - 난우중학교 | - 남강중학교 - 남서울중학교 - 당곡중학교 - 미성중학교 | - 봉림중학교 - 봉원중학교 - 삼성중학교 - 서울문영여자중학교 | - 성보중학교 - 신관중학교 - 신림중학교 - 인헌중학교 |

### 기타학교
| - 기청공민학교 - 서울정문학교 |

## 교통

### 철도
- 서울교통공사
  - ● 서울 지하철 2호선
(동작구) ← 낙성대역 - 서울대입구역 - 봉천역 - 신림역 → (동작구)

- 남서울경전철 주식회사
  - ● 서울 경전철 신림선
(동작구) ← 당곡역 - 신림역 - 서원역 - 서울대벤처타운역 - 관악산역

서울 지하철 4호선 사당역은 서초구 및 동작구의 경계상에 접하고 있어 사실상 관악구의 전철역으로 보아도 무방하다.
서울 지하철 7호선은 청림동을 통과하지만, 정거장은 없다. 다만, 7호선의 인접 정거장은 숭실대입구역이며, 4번 출구를 통해 11분을 도보로 이동해야 한다.

### 버스 회사

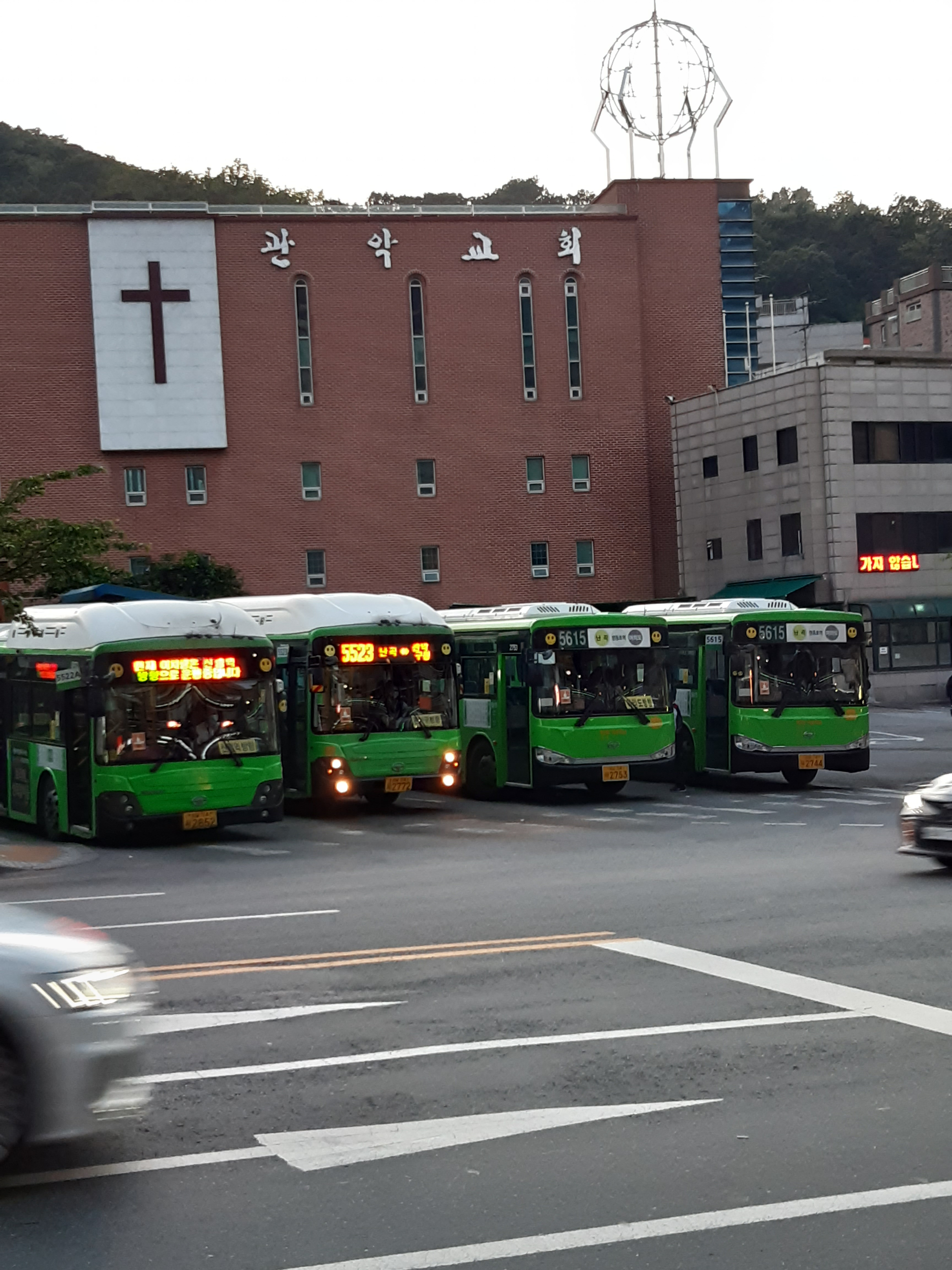
보성운수 난향동 차고지 전경

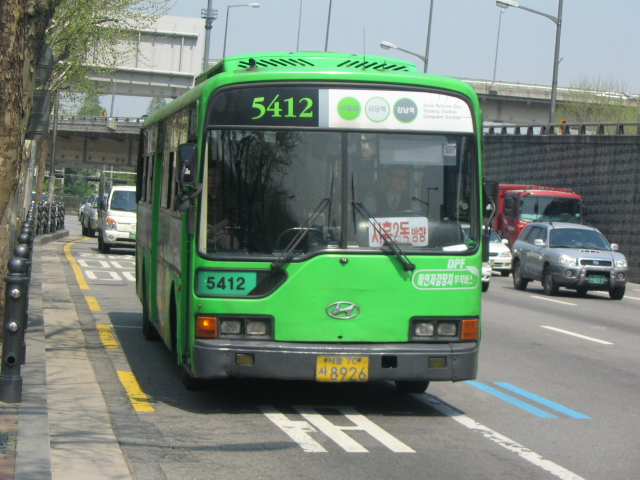
관악교통 소속 5412번 버스

시내버스
| 업체명       | 대표자        | 위 치                |
| ------------ | ------------- | -------------------- |
| 관악교통     | 조장우        | 신림로 98 (신림동)   |
| 한남여객운수 | 박복규 박진성 | 신림로 87-8 (신림동) |

마을버스
| 업체명   | 대표자               | 위 치                     |
| -------- | -------------------- | ------------------------- |
| 금강운수 | 공기복 공우석        | 국회단지길 126 (봉천동)   |
| 난곡운수 | 박인규               | 미성길 59, 103호 (신림동) |
| 봉현운수 | 오봉린               | 난곡로46길 19 (신림동)    |
| 세광운수 | 김성한 유태희        | 원신길 158-10 (신림동)    |
| 신림운수 | 김성한               | 원신길 158-10 (신림동)    |
| 은천운수 | 정경희               | 조원중앙로 45 (신림동)    |
| 인헌운수 | 박성용 박성훈 황복순 | 낙성대로3길 28 (봉천동)   |

## 자매 도시
| 지역 & 국가 | 도시            | 도시                  |
| ----------- | --------------- | --------------------- |
| 대한민국    | 강원특별자치도  | 양구군 (2008)         |
| 대한민국    | 강원특별자치도  | 평창군 (2004)         |
| 대한민국    | 경상북도        | 성주군 (2005)         |
| 대한민국    | 전라남도        | 강진군 (2004)         |
| 대한민국    | 전라남도        | 함평군 (2011)         |
| 대한민국    | 전북특별자치도  | 고창군 (1996)         |
| 대한민국    | 충청남도        | 공주시 (2005)         |
| 대한민국    | 충청남도        | 서천군 (2008)         |
| 대한민국    | 충청북도        | 괴산군 (2007)         |
| 미국        | 오하이오주      | 클리블랜드(2000)      |
| 미국        | 조지아주        | 타이비 아일랜드(2005) |
| 영국        | 런던            | 킹스턴어폰템스 (2006) |
| 중국        | 베이징시(1995)  | 베이징시(1995)        |
| 중국        | 상하이시 (1999) |                       |

## 관광

### 문화재
- 서울 남현동 요지 - 사적 제247호
- 서울 구 벨기에영사관 - 사적 제254호
- 서울 신림동 굴참나무 - 천연기념물 제271호
- 낙성대 삼층석탑 - 서울특별시 유형문화재 제4호
- 봉천동 마애미륵불좌상 - 서울특별시 유형문화재 제49호
- 정정공강사상묘역 - 서울특별시 유형문화재 제104호
- 효민공이경직묘역 - 서울특별시 유형문화재 제105호
- 강감찬생가터(낙성대) - 서울특별시 기념물 제3호

## 같이 보기
- 대한민국의 지리
- 관악산
- 서울대학교
- 녹두거리
- 낙성대